# Cerro El Baúl
Cerro El Baúl, también conocido como El Baúl, es un domo de lava que domina el valle de Quetzaltenango en Guatemala. Se encuentra en el límite sur-oriental de la ciudad de Quetzaltenango, a unos 3 km al norte del volcán de Cerro Quemado
Cerro El Baúl cubre un área de 2,40 km² y fue declarado parque nacional en 1955. En la actualidad constituye una de las últimas zonas verdes de la ciudad de Quetzaltenango, aunque la naturaleza del parque nacional está amenazada debido a la extracción ilícita de madera y la urbanización que está cruzando los límites del parque.